# Chione
Chione là một chi thực vật có hoa trong họ Thiến thảo (Rubiaceae).

## Loài
Chi Chione gồm các loài: